# Everybody Loves Somebody
Everybody Loves Somebody è un brano musicale composto da Irving Taylor e dal pianista Ken Lane nel 1947, inciso originariamente da Frank Sinatra ed altri nel 1948 ma reso celebre da Dean Martin nella sua versione del 1964 pubblicata come singolo (lato B: A Little Voice).

## Descrizione
Sebbene composta quasi vent'anni prima, nel 1964 la canzone era stata incisa da svariati artisti (incluso Frank Sinatra) ma senza grande successo. Lane stava suonando il piano per Dean Martin durante le sessioni del suo LP Dream with Dean, e poiché serviva una canzone a Martin per completare il disco, Lane gli suggerì di ascoltare la sua Everybody Loves Somebody. Dean accettò, e il piccolo combo di pianoforte, chitarra, batteria e basso eseguì una versione relativamente tranquilla e rilassata della canzone (guarda caso, Martin l'aveva cantata quasi 20 anni prima nel programma radiofonico di Bob Hope nel 1948, e anche nel programma radiofonico della NBC di Dean Martin e Jerry Lewis più o meno nello stesso periodo). Quasi immediatamente Martin ri-registrò nuovamente la canzone per il suo prossimo album, questa volta con un'intera orchestra e un ritornello. La sua etichetta, la Reprise Records, era così entusiasta del potenziale di questa versione che volle intitolare l'LP Everybody Loves Somebody per capitalizzarlo.
Sebbene ancora un importante artista discografico, Dean Martin non aveva più avuto un successo da top 40 in classifica sin dal 1958. Con l'avvento della British Invasion che impazzava nelle classifiche statunitensi, pochi credevano che un cantante confidenziale di origini italiane avrebbe potuto catturare l'attenzione degli adolescenti acquirenti di dischi. Martin disprezzava il rock n' roll, e il suo atteggiamento creò conflitti a casa con suo figlio di 12 anni Dean Paul Martin, che come molti giovani dell'epoca adorava gruppi pop come i Beatles. Inaspettatamente, il 15 agosto 1964 Everybody Loves Somebody scalzò A Hard Day's Night dei Beatles dal primo posto della classifica di Billboard.
Alla fine, la canzone finì per rimpiazzare That's Amore come brano più celebre di Martin, e fu la sigla del suo varietà televisivo settimanale dal 1965 al 1974. Everybody Loves Somebody è diventata talmente identificata con Martin che le versioni successive sono invariabilmente paragonate alla sua versione.
La scritta «Everybody Loves Somebody Sometime» ("Tutti amano qualcuno a volte") è scolpita sulla lapide funeraria di Dean Martin a Los Angeles.

## Cover
Ray Gelato incide una cover del brano inserita nell'album omonimo del 2004 (T2, TWR0131-2), pubblicato nel Regno Unito.